# Messa (Stravinskij)
Igor Stravinskij compose la sua Messa tra il 1944 e il 1948. Quest'elaborazione della Messa Romano Cattolica, esprime l'estetica austera, neoclassica e anti-romantica delle sue opere create tra il 1920 e il 1951. La Messa è anche una delle poche opere esistenti di Stravinskij che non gli furono commissionate. Come tale, una parte della motivazioni che stanno dietro alla composizione di quest'opera sono state spiegate da Robert Craft ed altri come prodotto di una necessità spirituale.

## Storia
L'idea di scrivere una Messa era venuta in mente a Stravinskij già nel 1925, anno in cui si era riavvicinato alla religione. Il musicista riuscì a realizzare il suo progetto solo vent'anni più tardi dopo aver scritto i Tre cori sacri tra il 1926 e il 1934, la Sinfonia di Salmi nel 1930 e la cantata Babel del 1944. Stravinskij iniziò a scrivere il Gloria completandolo il 20 dicembre 1944 ed il Kyrie nello stesso anno. Il suo lavoro sulla Messa fu poi interrotto per alcuni anni, durante i quali terminò la Sinfonia in tre movimenti, scrisse il Concerto in re per archi e il balletto Orpheus. Riprese il lavoro nell'autunno del 1947 e lo completò ad Hollywood il 15 marzo del 1948. La prima esecuzione dell'opera avvenne il 27 ottobre 1948 al Teatro alla Scala di Milano con la direzione orchestrale di Ernest Ansermet e quella di Vittore Veneziani per il coro.

## Orchestrazione
L'opera è scritta per coro misto ed ensemble di fiati comprendente due oboi, un corno inglese, due fagotti, due trombe e tre tromboni. Sono anche presenti alcune parti solistiche, cantate da membri del coro, nel secondo e nel quarto movimento (Gloria e Sanctus). Stravinskij specificò nello spartito che "children's voices should be employed - voci di bambini possono essere impiegate", per entrambe le sezioni del soprano e del contralto; come nella Sinfonia di Salmi, dove sono previste voci bianche per il timbro più pulito e meno emotivo, spesso nell'organico vengono invece inserite voci femminili.

## Struttura
Come nella sua opera Canticum Sacrum (1955), la Messa forma un piano simmetrico su scala larga. I movimenti più esterni (Kyrie e Agnus Dei) contengono frasi corali omofoniche alternati da interludi strumentali che spaziano su scale ottotoniche, diatoniche e modali. Di altra natura sono invece i movimenti 2 e 4 (Gloria e Sanctus) caratterizzati da florenti linee solistiche alternate a frasi corali, e l'armonizzazione è più riconoscibile e consistentemente diatonica. Il Credo è il movimento centrale e più importante su cui si basa la struttura di tutta l'opera. È caratterizzato da testi sillabici e statici, di tipo recitativo, con limitata armonia e ritmica. Lunghi periodi di testo vengono spesso ripetuti con lo stesso accordo, evocando il tenor del canto gregoriano o del canto della liturgia ortodossa che Stravinskij ebbe a conoscere durante la sua infanzia a San Pietroburgo. Un'impostazione semplice e pulita del testo è privilegiata rispetto ad una espressiva interpretazione del suo significato. La musica sfiora soltanto in alcuni passaggi una politonalità che è più vicina ad una dissonanza appena accennata e che non ha qui la funzione di redere sensazioni drammatiche come in opere precedenti, ma quella di annullamento della tensione tonale, rendendo così l'opera più asciutta, scarna, ascetica, vicina ad uno stile di stampo medioevale.

## Fede
Nel 1925 Stravinskij ritornò a frequentare la Chiesa e scelse di tornare ancora a quella Russo-Ortodossa più che altro per motivazioni linguistiche visto che da sempre era abituato alla liturgia in quella lingua. Ciò nonostante egli scelse di comporre questa Messa secondo il rito Romano Cattolico. Su questo affermò che:
D'altra parte la durata stessa della composizione, solo 17 minuti, è compatibile con lo svolgimento di una normale celebrazione; inoltre il Credo è introdotto, secondo partitura, dalla voce singola di un sacerdote, senza accompagnamento musicale.

## Registrazioni
Alcune registrazioni, ordinate per conduttore in ordine alfabetico, aggiornate al 2015.
- Karel Ančerl, dir. 1967 (re-released 2004). Stravinsky: Les Noces/Mass/Cantata, from Ančerl Gold Edition 32. Czech Philharmoic Orchestra & Prague Philharmonic Choir. Supraphon 3692, compact disc.
- Leonard Bernstein, dir. 1988. Stravinsky: Les Noces/Mass. English Bach Festival Chorus & Orchestra, and the Trinity Boys Choir. Deutsche Grammophon 20th Century Classics ADD 0289-423-2512-8-GC, compact disc.
- Robert Craft dir. 2006. Stravinsky: Symphony of Psalms/Three Russian Sacred Choruses/Mass/Cantata/Babel. The Gregg Smith Singers, Orchestra of St. Luke, and Philharmonia Orchestra. Naxos 8.557504, compact disc.
- Colin Davis dir. 1963 (re-released 2007). Stravinsky: Cantata/Mass. English Chamber Orchestra, and St. Anthony Singers. Deutsche Grammophon ADD 0289-475-8716-3-DH, compact disc.
- Reinbert de Leeuw, dir. 1999. Stravinsky: Sacred Choral Works. Netherlands Chamber Choir, and the Schönberg Ensemble. Philips 454477, compact disc.
- Philippe Herreweghe, dir. 2010. Igor Stravinsky: Monumentum/Mass/Symphonie de Psaumes, J.S. Bach/Stravinsky: Choral-Variationen. Collegium Vocale Gent, and the Royal Flemish Philharmonic. Pentatone Classics PTC 5186349, compact disc.
- Richard Marlow, dir. 1995. Stravinsky: Mass & Gesualdo: Responsoria. The Choir of Trinity College, Cambridge, London Musici. Conifer 51232, compact disc.
- James O’Donnell, dir. 1993. Stravinsky: Symphony of Psalms/Mass/Canticum Sacrum. The Choir of Westminster Cathedral, and City of London Sinfonia. Hyperion CDA 66437.
- Simon Preston, dir. 2008. Stravinsky: Symphony of Psalms/Canticum Sacrum/Mass, Poulenc: Motets. Christ Church Cathedral Choir, Philip Jones Wind Ensemble, London Sinfonietta. London Decca 430346, compact disc.
- Daniel Reuss, dir. 2006. Stravinsky: Les Noces/Mass/Cantata. RIAS Kammerchor and musikFabrik. harmonia mundi HMC 801913, compact disc.
- Igor' Stravinskij, dir. 1960/2007. Works of Igor Stravinsky. Columbia Symphony Orchestra, and Gregg Smith Singers. Sony-BMG 88697–103112, compact disc. [22-disc box set, Mass recording on CD #19]